# NGC 1687
إن جي سي 1687 (بالفرنسية: NGC 1687)‏ التي يرمز لها بالرمز NGC 1687، هي مجرة، في كوكبة آلة النقاش.

## الاكتشاف
اكتشفت في 8 يناير 1836، بواسطة جون هيرشل.